# 給星期五的妻子們
《給星期五的妻子們》，簡稱「金妻」。1983年至1985年TBS系列播放的系列電視劇，共3季。鎌田敏夫擔任編劇。

## 劇情大綱
本劇以日本1980年代為舞台，核心家庭受到外來的影響而受到扭曲變形、失去原有結構特性及意義。眾多有著前衛思想的已婚和未婚的男女都紛紛搬遷至東京近郊的新興住宅地、多摩地區以及東急田園都市線沿線附近。可惜的是引致婚外戀頻發，因為丈夫在平時下班後都只能直接回家，但在星期五卻可以以消遣、應酬為借口不歸家而去陪伴情人，因此插足他人婚姻的年輕女性被稱為「星期五的妻子」。

## 對社會的影響
「金妻」是日本電視劇史上里程碑式的作品，呈現了當時日本中上階層男女愛情的眾生相，隨後引起巨大的社會話題、並受到普遍非常高的評價；此外本劇開創了日本製作複數男女戀愛劇集的先河。
另外，本劇在當時的辦公室女郎、女子大學生等人群中具有極高的人氣。